# Каза Кавацути (Модена)
Каза Кавацути је насеље у Италији у округу Модена, региону Емилија-Ромања.
Према процени из 2011. у насељу је живело 25 становника. Насеље се налази на надморској висини од 41 м.